# Kokontei Shinshō V.

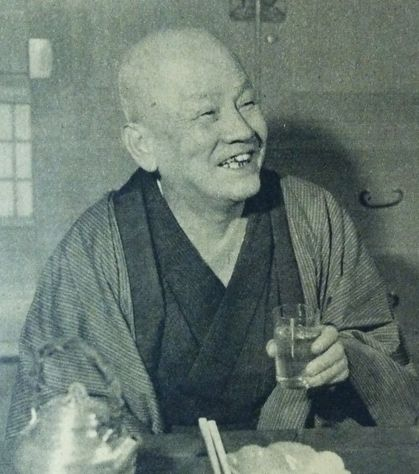
Kokontei Shinshō V.

Kokontei Shinshō V. (japanisch 古今亭志ん生 (5代目), eigentlich Minobe Kōzō; geboren 5. Juni 1890 in Tokio; gestorben 21. September 1973) war ein japanischer Rakugo-Sprecher. 

## Leben und Wirken
Kokontei Shinshō V. lernte Rakugo unter San’yūtei Koenchō II. (2代三遊亭小圓朝; 1858–1923), Tachibanaya Enchō IV. (4代橘家圓喬; 1865–1912), Yanagiya Kosan I. (初代柳家小さん) und anderen. Nach 16 Umbenennungen nannte er sich ab 1939 Kokontei Shinshō V. Mit seinem Kniff namens „Ten’i muhō“ (天衣無縫) –　etwa „Kein Nähen himmlischer Kleidung“ hatte er nach dem Pazifikkrieg das gleiche Ansehen wie Katsura Bunraku VIII. (1892–1971).
Kokontei war besonders bekannt für seine Darstellung von Stücken wie „Kaen daikō“ (火焔太鼓) – „Flammentrommel“, „Sammai kōzō“ (三枚起請) – „Drei Verträge“, „Kokanemochi“ (黄金餅) – „Goldenes Mochi“ und „Tomikyū“ (富久). Zu seinen Aussprüchen gehören „Weil ich ein Gefühl von ‚Gerade jetzt sehe ich es ..., gibt es kein „Meso-Meso“ (etwa „Luftblasen“) auf dem Grund des Lebens‘“, und „Es war unerwartet ruhig in meinem Haus“ – „ein Wort, das mich unterstützte“.